# Колобродов
Колобро́дов —  хутор  во Фроловском районе Волгоградской области России. Входит в Ветютневское сельское поселение.
Население 217 чел. (2010) .

## География
Хутор находится в зоне Арчедино-Донских песков, в 6 км северо-западнее хутора Ветютнев на реке Арчеда.
Абсолютная высота — 98 метров над уровнем моря.

## Природа
В окрестностях — рекреационные ресурсы: охота, грибы, рыбалка.

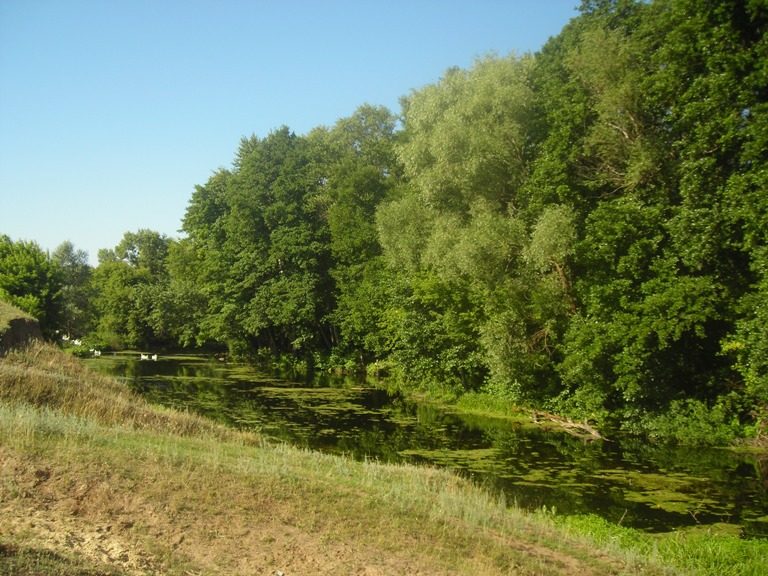
Арчеда рядом с хутором Колобродов

## Население
| 2002 | 2010 |
| ---- | ---- |
| 223  | ↘217 |

## Инфраструктура
В хуторе находится магазин. Хутор электрифицирован.

## Транспорт
есть асфальтированные дороги